# Gypona pinguis
Gypona pinguis är en insektsart som beskrevs av Carl Stål 1862. Gypona pinguis ingår i släktet Gypona och familjen dvärgstritar. Inga underarter finns listade i Catalogue of Life.